# Parapolítica

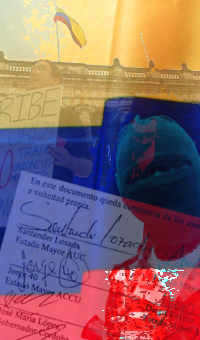

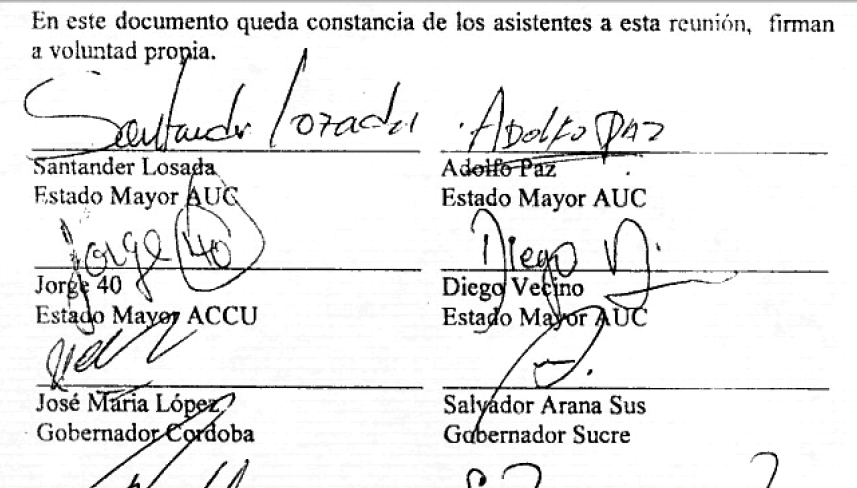
Assinatura dos líderes paramilitares e dois políticos colombianos no Pacto de Ralito, documento em que concordavam em buscar a "refundação" da Colômbia.

Parapolítica é o escândalo político que irrompeu na Colômbia a partir de 2006 pela revelação de vínculos entre políticos e paramilitares após o processo de desmobilização contra diversos dos grupos que formavam as Autodefesas Unidas da Colômbia. Na Colômbia, são chamados de "paramilitares" os grupos armados ilegais de extrema-direita que se intitulam como autodefensas e estão normalmente ligados ao tráfico de drogas.
De acordo com as investigações e condenações judiciais, vários líderes políticos e alguns funcionários do Estado se beneficiaram dessas parcerias por meio de intimidação e da ação armada dos grupos paramilitares contra a população civil, alguns alcançaram cargos em prefeituras, conselhos, assembleias municipais e governamentais, bem como no Congresso da República e outros órgãos estaduais. Por sua vez, esses políticos desviavam recursos para o financiamento e a formação de grupos armados ilegais e "filtravam" informações para facilitar e beneficiar as ações desses grupos em massacres, assassinatos seletivos, deslocamento forçado, dentre outras ações criminosas a fim de ampliar seu poder no território nacional.
O escândalo irrompeu em meio as revelações dos meios de comunicação, grupos políticos e investigações criminais que levaram à prisão e condenação de vários deputados e outros políticos em exercício, conduzindo a debates e fortes controvérsias que polarizaram a opinião pública. A vinculação ao processo de investigação por parte do Ministério Público e da Suprema Corte de Justiça dos funcionários e políticos próximos ao então presidente Álvaro Uribe afetou as relações internacionais desse governo com o Congresso dos Estados Unidos e com diferentes organizações de direitos humanos, uma vez que gerou um forte confronto entre a Suprema Corte e o governo do presidente Uribe que se acusaram mutuamente de conspiração. Além disso, a legitimidade do Congresso foi fortemente questionada, por causa do crescente número de congressistas envolvidos no escândalo. Desde agosto de 2008, o Tribunal Penal Internacional está considerando um processo judicial dentro do escândalo.
Em fevereiro de 2007, o senador colombiano Jorge Enrique Robledo sugeriu um outro termo, "parauribismo", indicando que o escândalo estava afetando principalmente funcionários ou aliados políticos do governo do presidente Álvaro Uribe.
Em 17 de abril de 2012, 139 membros do Congresso estavam sob investigação. Cinco governadores e 32 deputados, incluindo Mario Uribe Escobar, primo do presidente Uribe e ex-presidente do Congresso, foram condenados.

### Outros
- Parapolítica. La ruta de la expansión paramilitar y los acuerdos políticos[ligação inativa]. Libro sobre la parapolítica publicado por la Fundación Nuevo Arcoiris disponible gratuitamente en PDF.